# Culex Basin
Koordinaten: 44° 34′ 25″ N, 110° 47′ 40″ W

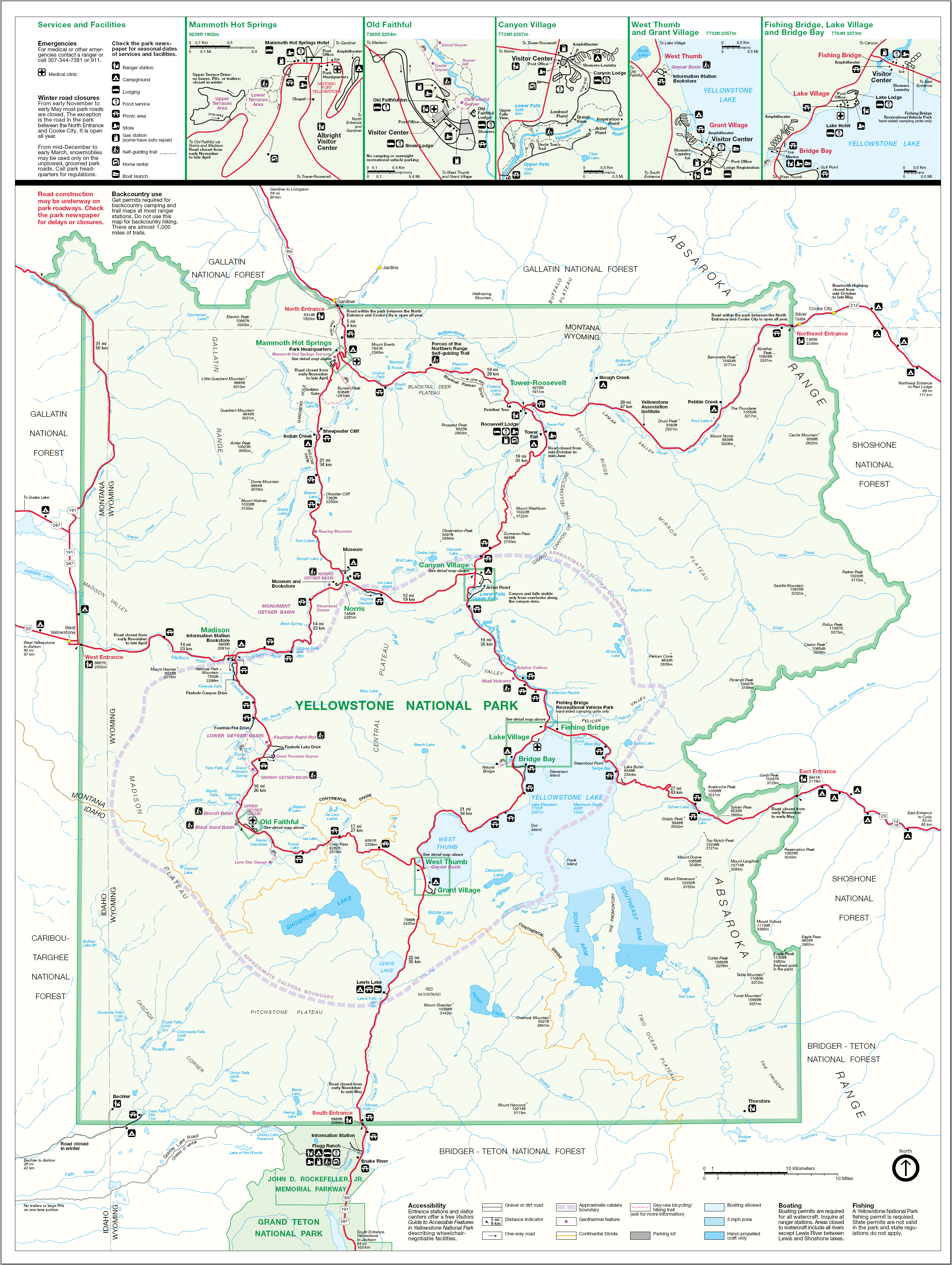
Karte des Yellowstone-Nationalparks

Das Culex Basin (Culex-Becken, Koordinaten 44,5736° N, 110,7944° W) ist eine Senke im zum US-Bundesstaat Wyoming (Teton County) gehörenden Teil des Yellowstone-Nationalparks (YNP) auf einer Geländehöhe von 2233 Metern. Es liegt im Nordosten vom Lower Geyser Basin (LGB) und stellt einen Ausläufer von dessen Hauptteil dar, der auf der nordöstlichen Seite der (innerhalb des Nationalparks inoffiziellen) U. S. Route 191 – einem Teilstück der Grand Loop Road – liegt.

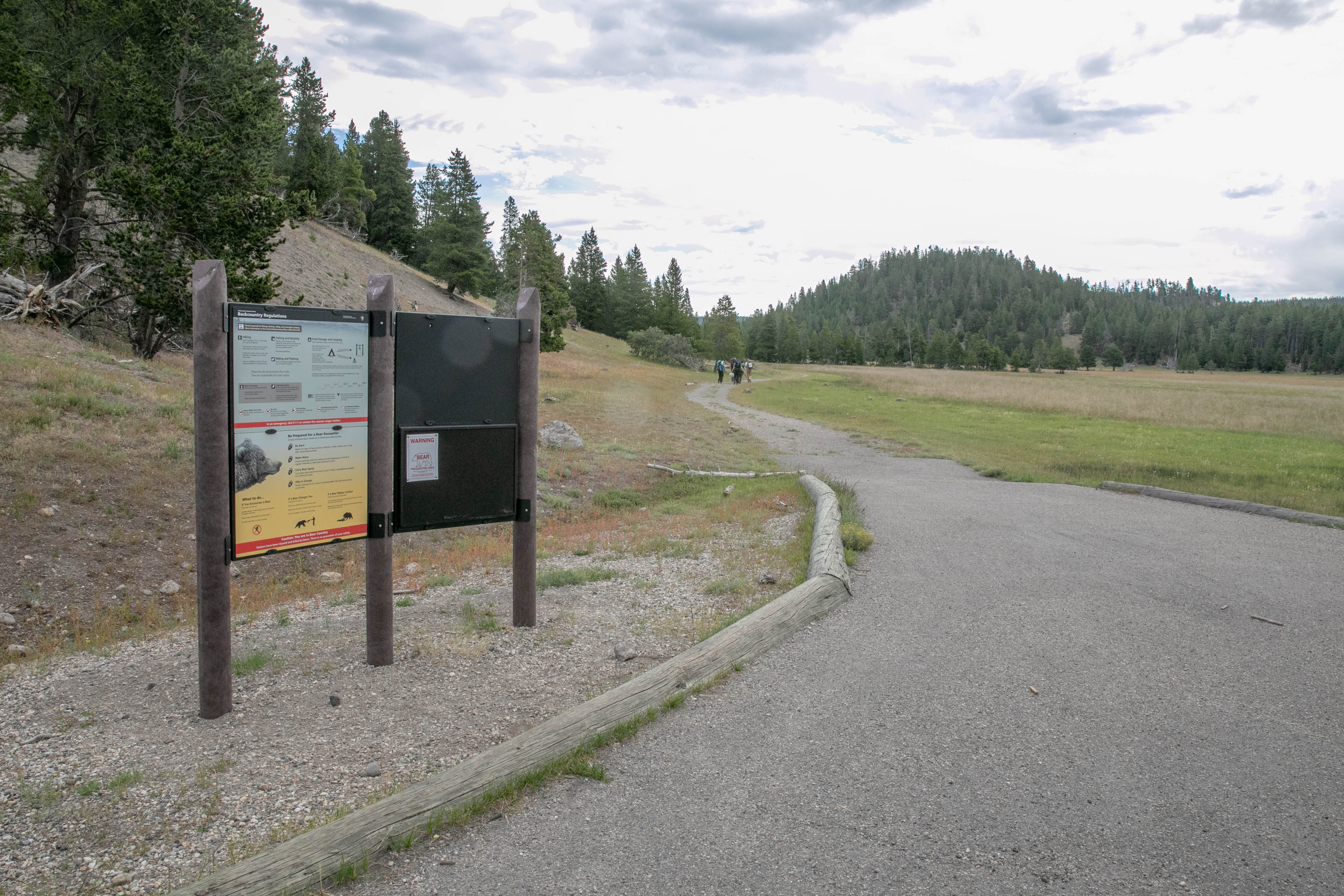
Nez Percé Trailhead, Ausgangspunkt vom zwischen den Hügeln der Porcupine Mountains durchführenden Nez Percé Trail zum Culex Basin

Man erreicht die Örtlichkeit von dieser Straße aus auf dem Nez Percé Trail (auch Mary Mountain Trail genannt) ausgehend vom Nez Percé Trailhead.
Das Culex Basin ist ein Hydrothermalgebiet mit etwa 68 (oder mehr) heißen Quellen, die sich vor allem im unteren Teil, dem Lower Culex Basin (LCB) befinden, zusammen mit dem Porcupine Hill Geyser oder Geyserlet und den Morning Mist Springs.

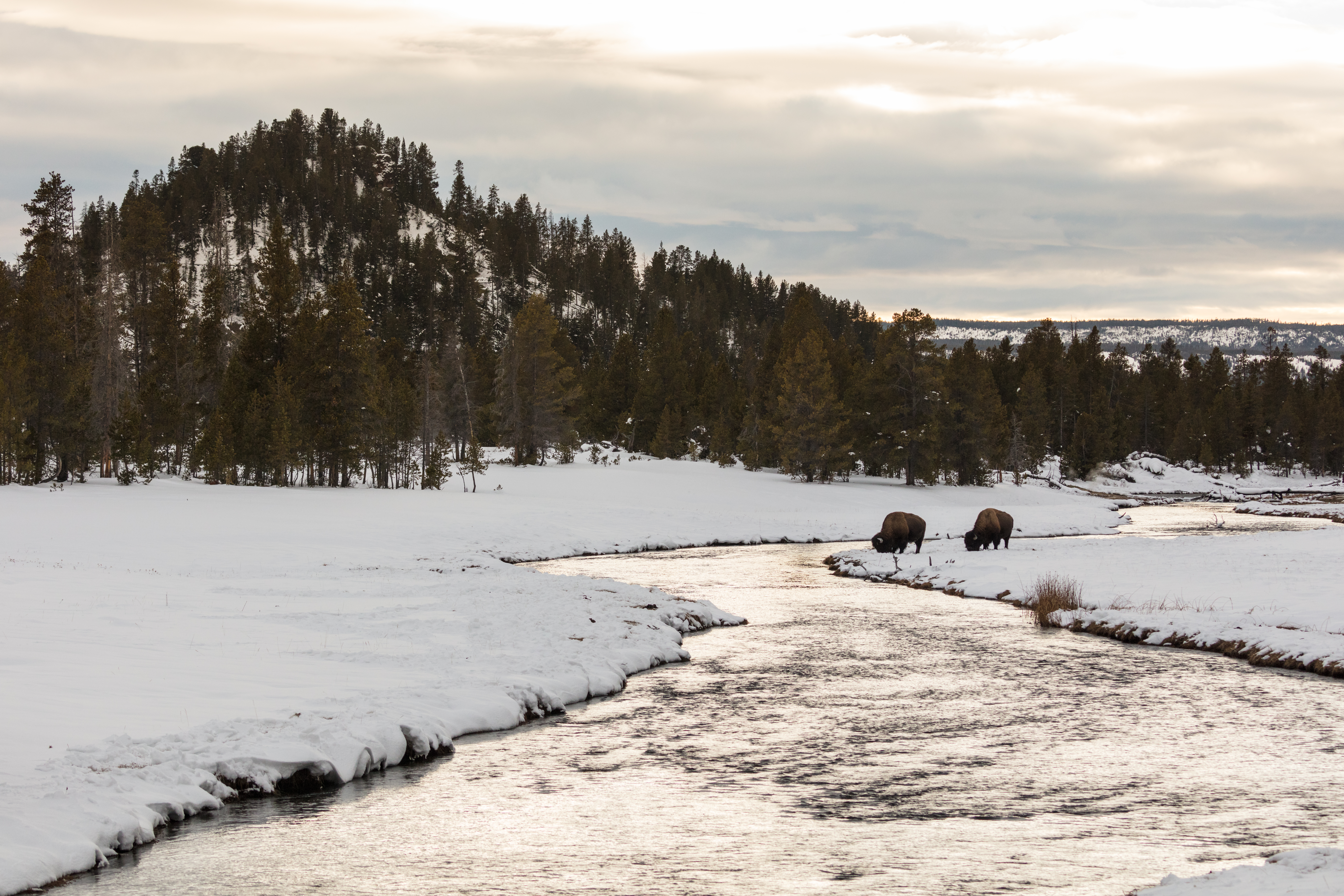
Bisons am Ufer des Nez Perce Creek, rechts im Hintergrund die verfallene „Footbridge“, links der nördliche Hügel der Porcupine Mountains

Das Gebiet entwässert über den Nez Perce Creek in den Firehole River. Das Culex Basin liegt am Fuß der 2.248 m hohen Porcupine Hills (‚Stachelschweinhügel‘) und ist eine amphitheaterförmige Öffnung in der Bergflanke, deren Seiten und Boden von kleinen Schloten (englisch vents) durchzogen sind.
Das Klima ist boreal.
Die Durchschnittstemperatur beträgt 0 °C. Der wärmste Monat ist der Juli mit 20 °C und der kälteste der Dezember mit −15 °C.
Die durchschnittliche Niederschlagsmenge beträgt 470 Millimeter pro Jahr; der feuchteste Monat ist der Mai mit 53 Millimetern, der trockenste der Oktober mit 27 Millimetern.
Während das Hydrothermalgebiet des gesamten Lower Geyser Basin selbst unbewaldet ist, überwiegt an den umgebenden Hängen der Hügel und Berge die Küsten-Kiefer (Pinus contorta).

## Lower Culex Basin
Der untere Teil vom Culex Basin (Lower Culex Basin, LCB) mit seinen Thermalquellen war und ist Gegenstand eingehender mikrobiologischer und metagenomischer Studien, insbesondere zu den dortigen Archaeen.

### Hadesarchaea
Im Jahr 2016 veröffentlichten Brett J. Baker, Thijs J. G. Ettema et al. eine Studie, in der sie die Identifizierung einer neuen Klasse Hadesarchaea innerhalb der Archaeen-Supergruppe Euryarchaeota per Metagenomik aus Proben vom Ästuar des White Oak River (Hadesarchaea archaeon DG-33) und vom Lower Culex Basin (Candidatus Hadarchaeum yellowstonense YNP_45) bekannt gaben. Schon dies zeigt, in welch unterschiedlichen Umgebungen sie leben und wachsen können. Dabei kommen sie ohne Licht und Sauerstoff aus, sondern leben von dem für den Menschen giftigen Gas Kohlenmonoxid.

### Culexarchaeia

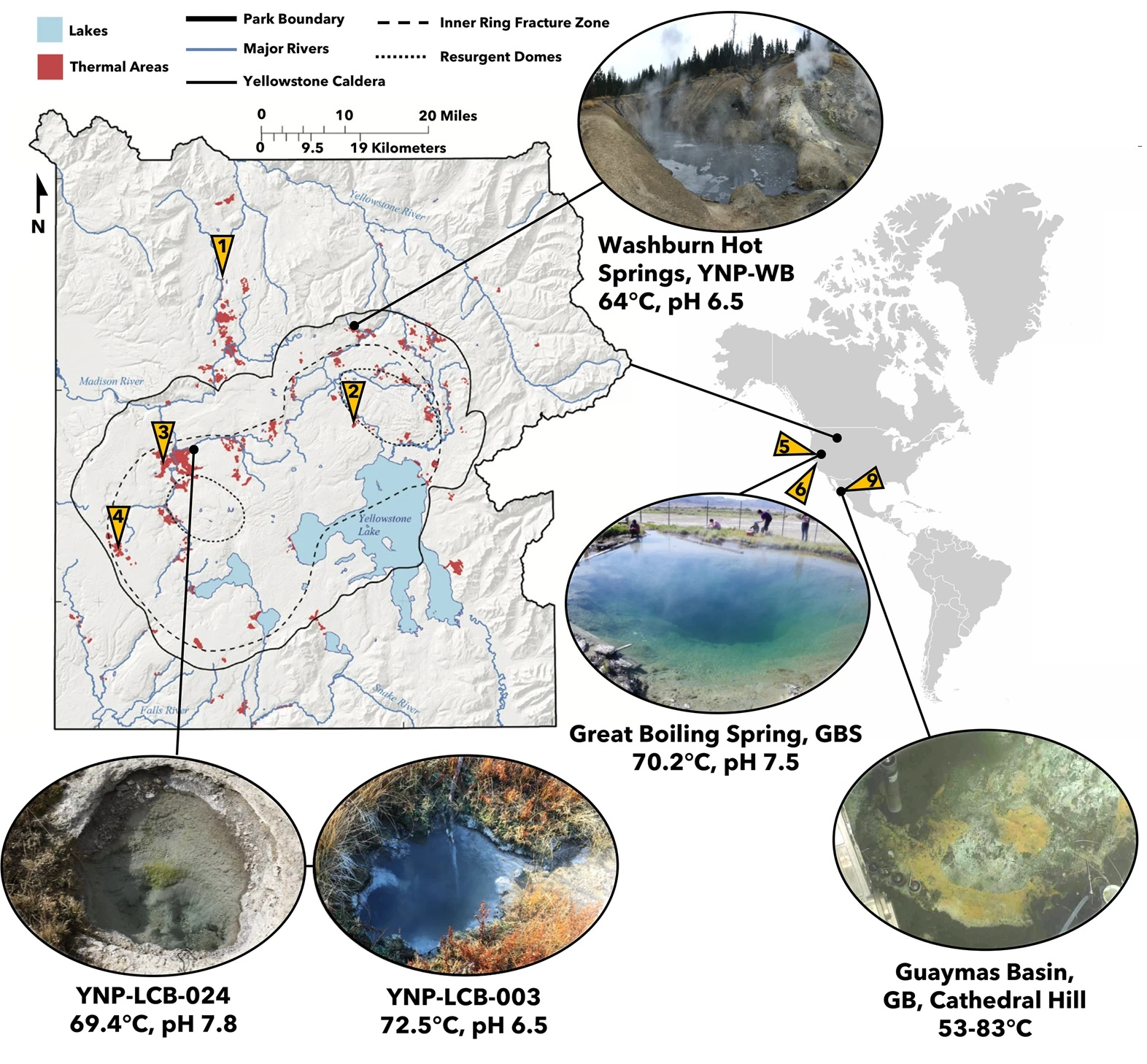
Entnahmeorte von Proben zu Culexarchaeaceae im Yellowstone-Nationalpark. LCB = Lower Culex Basin mit den Quellen LCB024 und LCB003
1: Geyser Creek Basin,
2: Obsidian Pool,
3: Buffalo Pool,
4: Smoke Jumper.

Im Jahr 2022 veröffentlichten Anthony J. Kohtz, Roland Hatzenpichler et al. eine Studie, in der sie aufgrund ihrer Metagenomik-Ergebnisse eine neue Kandidatenklasse „Culexarchaeia“ innerhalb des Archaeen-Reichs Supergruppe Thermoproteati (damals „TACK-Superphylum“) vorschlugen. Nach den Analysen beherbergen die „Culexarchaeia“ eine Reihe von wichtigen Proteinsätzen, die phylogenetisch von anderen TACK-Linien abweichen oder dort ganz fehlen, insbesondere Proteine des Zytoskeletts und zur Zellteilung. Diese Gruppe gliedert sich in einen marinen Zweig (Familie „Culexmicrobiaceae“; Fundort Guaymas Basin im Golf von Kalifornien) und einen terrestrischen Zweig (Fam. Culexarchaeaceae u. a. mit Candidatus Culexarchaeum yellowstonense YNP-LCB-024-027T und YNP-LCB-003-016; Fundort Thermalquellen LCB-024 (auch als LCB024 bezeichnet) bzw. LCB-003 (alias LCB003) im Lower Culex Basin, aber auch im Obsidian Pool u. a. terrestrischen heißen Quellen).

### Odinarchaeia
Ebenfalls im Jahr 2022 wurden durch Caner Akıl et al per Metagenom-Analysen aus dem Sediment einer heißen Quelle im Lower Culex Basin der Archaeenstamm LCB_4 der Kandidatenspezies Odinarchaeum yellowstonii (in der GTDB als LCB-4 sp001940665 geführt; Klasse „Odinarchaeia“ der Asgard-Archaeen, offiziell Reich Promethearchaeati) identifiziert, der vorhergesagt neben zwei Zellteilungsproteinen FtsZ ein weiteres, OdinTubulin genanntes Protein, kodiert. Dieses zeigt Homologie sowohl zu eukaryotischen Tubulinen, als auch (weniger stark) zu Ftsz-Proteinen und wird daher von den Autoren als eine Übergangsform zwischen Asgard-Archaeen und Eukaryoten angesehen (siehe Eozyten-Hypothese).

### Methanomethylicia

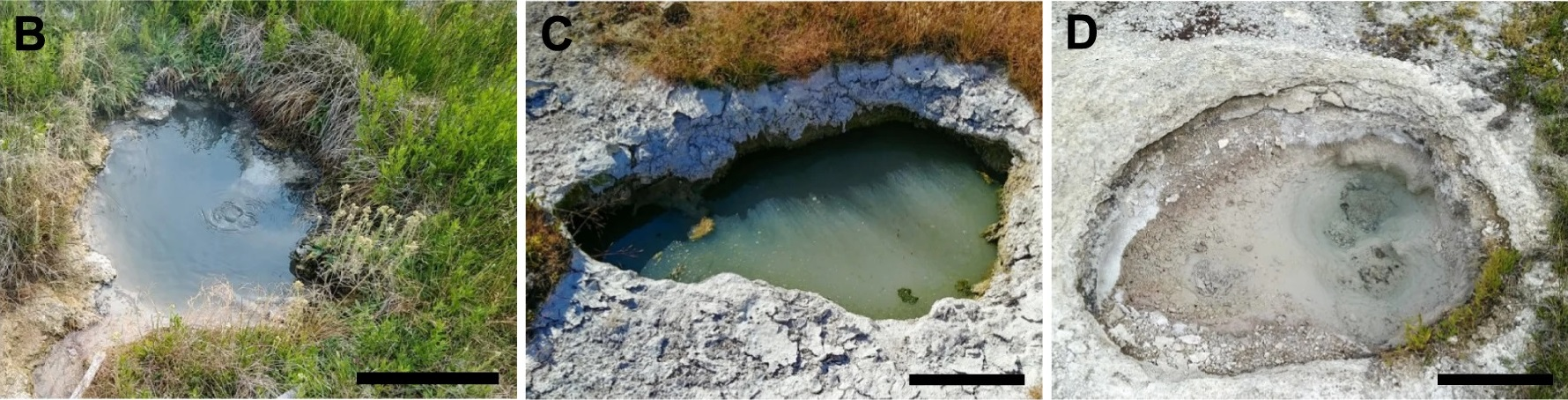
Die heißen Quellen LCB003, LCB019 und LCB024 im Lower Culex Basin. Balken: 30 cm.

Im Jahr 2023 veröffentlichten Mackenzie M. Lynes, Roland Hatzenpichler et al. eine Metagenomik-Studie, in der sie über den Fund von Archaeen-MAGs an verschiedenen Stellen im Lower Culex Basin berichteten; diese Funde stammten aus Proben, die Ende Juli 2019 an den Quellen LCB003, LCB019 und LCB024 entnommen wurden. Die MAGs ließen sich u. a. der Klasse Methanomethylicia zuordnen; nach den Quellen werden diese Methanomethylicia-MAGs mit LCB003-007, LCB019-004, LCB019-026, LCB024-024 und diese Funde stammten aus Proben, die Ende Juli 2019 an mit LCB003, LCB019 und LCB024 bezeichneten Quelle entnommen wurden bezeichnet.
Im Juli 2024 berichteten Anthony J. Kohtz, Roland Hatzenpichler et al. über die Kultivierung des Methanomethylicia-Stamms LCB70 aus dem Lower Culex Basin (Ca. Methanosuratus verstraetei). Dieses Archaeon zeigt sich als Methanbildner.

### Korarcheia
Ebenfalls im Juli 2024 berichteten Viola Krukenberg, Anthony J. Kohtz et al. über den Fund eines LCB3 genannten Stamms von Ca. Methanodesulfokora washburnensis aus der Thermoproteota-Klasse Korarchaeia (evtl. auch eigenes Phylum „Korarchaeota“), nachdem der Stamm MSKW dieser Kandidatenspezies bereits früher aus den Washburn Hot Springs isoliert worden war.

### Huginn-Virus
Später im Jahr 2022 veröffentlichten Daniel Tamarit, Thijs J. G. Ettema et al. eine Studie, in der sie das Genom dieses Odinarchaeen-Stammes per Long-Range-PCR zusammengesetzt hatten und dabei CRISPR-Spacer entdeckten, die gegen virale Contigs gerichtet waren. Die Daten deuten auf spindel- oder ellipsoidförmige Viren (vgl. Familien Bicaudaviridae, Fuselloviridae bzw. Ovaliviridae) hin. Für dieses Beispiel von Asgardviren schlugen die Autoren den Namen „Huginn-Virus“ vor, benannt nach einem der Raben Odins in der nordischen Mythologie.